# 比安卡·查特菲尔德
比安卡·查特菲尔德（英語：Bianca Chatfield，1982年4月2日—），澳大利亚女子篮网球运动员。她曾代表澳大利亚参加2006年和2014年英联邦运动会篮网球比赛，获得一枚金牌和一枚银牌。